# Rhynchospora spruceana
Rhynchospora spruceana är en halvgräsart som beskrevs av Charles Baron Clarke. Rhynchospora spruceana ingår i släktet småag, och familjen halvgräs. Inga underarter finns listade i Catalogue of Life.